# Eva Sletto
Eva Sletto, född 6 september 1912 i Asker, död 7 mars 2006 i Oslo, var en norsk skådespelare, dotter till författaren Olav Sletto.
Hon var från debuten 1935 knuten till Det Norske Teatret, där hon inte minst utmärkte sig i Oskar Braatens dramatik. Under sin långa karriär spelade hon ett stort antal centrala roller, huvudsakligen poetiska eller starkt realistiska rolltyper, fram till avskedsrollen 1983 i Ivan Turgenjevs En månad på landet. Hon filmdebuterade 1936 och var under en period en av landets ledande filmskådespelare, med viktiga roller i Å, en så'n brud! (1939), Godvakker-Maren (1940), Gullfjellet (1941), Nordlandets våghals (1942), Vigdis (1943) och Dei svarte hestane (1951).

## Filmografi (urval)
- 1936 – Norge for folket
- 1938 – Ungen
- 1939 – Å, en så'n brud!
- 1940 – Godvakker-Maren
- 1941 – Gullfjellet
- 1942 – Nordlandets våghals
- 1943 – Vigdis
- 1951 – Dei svarte hestane